# Жолио-Кюри, Ирен
Ире́н Жолио́-Кюри́ (фр. Irène Joliot-Curie, девичья фамилия — Кюри; 12 сентября 1897, Париж, Франция — 17 марта 1956, Париж, Франция) — французский физик, физхимик, радиобиолог, лауреат Нобелевской премии по химии совместно с мужем Фредериком Жолио (1935). Первый нобелевский лауреат — ребёнок нобелевских лауреатов: Пьера Кюри и Марии Склодовской-Кюри.
В её честь назван кратер Жолио-Кюри на Венере.

## Биография

### Детство
В ранние годы Ирен воспитывал дед по линии отца — врач Эжен Кюри (1827—1910) — так как Мария Склодовская-Кюри открыла радий, когда Ирен был один год, и не могла заниматься её воспитанием из-за интенсивной научной работы. Дед сформировал её политические взгляды и передал ей свой глубокий антиклерикализм. После его смерти Мария Кюри занимается воспитанием детей по своим методам при помощи гувернанток, уделяя много внимания ручному труду, пешим и велосипедным прогулкам, плаванию, гимнастике.
Ева Кюри, однако, отмечает, что у них бывало мало людей, кроме близких друзей семьи, и девочки непривычны к чужим. Ирен пугается и не может даже поздороваться, и эту неловкость ей приходится преодолевать потом всю жизнь.
В возрасте 10 лет Ирен начала заниматься в кооперативной школе, организованной для своих детей Марией Кюри с несколькими коллегами, в том числе физиками Полем Ланжевеном и Жаном Перреном, которые также преподавали в этой школе. Два года спустя она поступила в колледж Севине, окончив его накануне Первой мировой войны.

### Начало карьеры
Ирен продолжила своё образование в Парижском университете (Сорбонне). Однако она на несколько месяцев прервала свою учёбу, так как работала медицинской сестрой в военном госпитале, помогая матери делать рентгенограммы.
По окончании войны Ирен Кюри стала работать ассистентом-исследователем в Институте радия, который возглавляла её мать, a c 1921 года начала проводить самостоятельные исследования. Её первые опыты были связаны с изучением радиоактивного полония — элемента, открытого её родителями более чем двадцатью годами ранее. Поскольку явление радиации было связано с расщеплением атома, его изучение давало надежду пролить свет на структуру атома. Ирен Кюри изучала флуктуацию, наблюдаемую в ряде альфа-частиц, выбрасываемых, как правило, с чрезвычайно высокой скоростью во время распада атомов полония. На альфа-частицы, которые состоят из двух протонов и двух нейтронов и, следовательно, представляют собой ядра гелия, как на материал для изучения атомной структуры впервые указал английский физик Эрнест Резерфорд.
В 1925 году за исследование этих частиц Ирен Кюри была присуждена докторская степень.

### Брак с Фредериком Жолио и их совместная работа

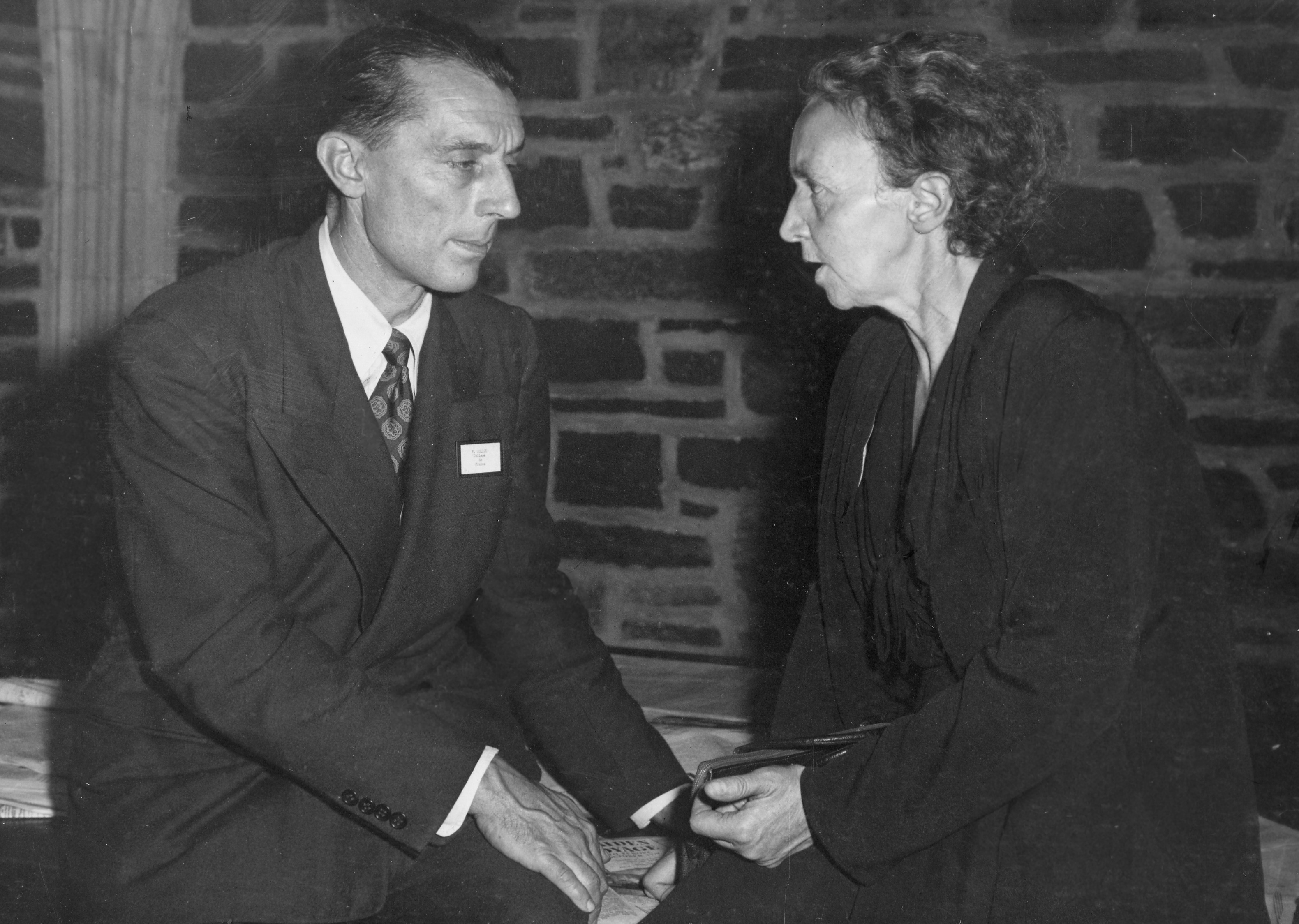
Фредерик и Ирен в 1940-х

Самое значительное из проведённых ею исследований началось несколькими годами позже, после того как в 1926 году она вышла замуж за своего коллегу, ассистента Института радия Фредерика Жолио. В 1930 году немецкий физик Вальтер Боте обнаружил, что некоторые лёгкие элементы (среди них бериллий и бор) испускают мощную радиацию при бомбардировке их альфа-частицами. Заинтересовавшись проблемами, которые возникли в результате этого открытия, супруги Жолио-Кюри (как они себя называли) приготовили особенно мощный источник полония для получения альфа-частиц и применили сконструированную Жолио чувствительную конденсационную камеру, с тем чтобы фиксировать проникающую радиацию, которая возникала таким образом.
Они обнаружили, что когда между бериллием или бором и детектором помещается пластинка водородсодержащего вещества, то наблюдаемый уровень радиации увеличивается почти вдвое. Супруги Жолио-Кюри объяснили возникновение этого эффекта тем, что проникающая радиация выбивает отдельные атомы водорода, придавая им огромную скорость. Несмотря на то, что ни Ирен, ни Фредерик, не поняли сути этого процесса, проведённые ими тщательные измерения проложили путь для открытия в 1932 году Джеймсом Чедвиком нейтрона — электрически нейтральной составной части большинства атомных ядер.
Продолжая исследования, супруги Жолио-Кюри пришли к своему самому значительному открытию. Подвергая бомбардировке альфа-частицами бор и алюминий, они изучали выход позитронов (положительно заряженных частиц, которые во всех остальных отношениях напоминают отрицательно заряженные электроны), впервые открытых в 1932 г. американским физиком Карлом Д. Андерсоном. Закрыв отверстие детектора тонким слоем алюминиевой фольги, они облучили образцы алюминия и бора альфа-частицами. К их удивлению, выход позитронов продолжался в течение нескольких минут после того, как был удалён полониевый источник альфа-частиц. Позднее Жолио-Кюри пришли к убеждению, что часть алюминия и бора в подвергнутых анализу образцах превратилась в новые химические элементы. Более того, эти новые элементы были радиоактивными: поглощая 2 протона и 2 нейтрона альфа-частиц, алюминий превратился в радиоактивный фосфор, а бор — в радиоактивный изотоп азота. В течение непродолжительного времени Жолио-Кюри получили много новых радиоактивных элементов.
Принципиальные противники фашизма, супруги Жолио-Кюри в 1934 году вступили в ряды Французской социалистической партии и были связаны с коммунистами.

### Нобелевская премия и последующие годы
В 1935 г. Ирен Жолио-Кюри и Фредерику Жолио совместно была присуждена Нобелевская премия по химии «за выполненный синтез новых радиоактивных элементов». Во вступительной речи от имени Шведской королевской академии наук К. В. Пальмайер напомнил Жолио-Кюри о том, как 24 года назад она присутствовала на подобной церемонии, когда Нобелевскую премию по химии получала её мать. «В сотрудничестве с вашим мужем, — сказал Пальмайер, — вы достойно продолжаете эту блестящую традицию».
Через год после получения Нобелевской премии Жолио-Кюри стала полным профессором Сорбонны, где читала лекции начиная с 1932 г. Она также сохранила за собой должность в Институте радия и продолжала заниматься исследованиями радиоактивности. В конце 1930-х гг. Жолио-Кюри, работая с ураном, сделала несколько важных открытий и вплотную подошла к обнаружению того, что при бомбардировке нейтронами происходит распад (расщепление) атома урана. Повторив те же самые опыты, немецкий физик Отто Ган и его коллеги Фриц Штрассман и Лиза Мейтнер в 1938 г. добились расщепления атома урана.
Между тем Жолио-Кюри начала все большее внимание уделять политической деятельности и в 1936 г. в течение четырёх месяцев работала помощником статс-секретаря по научно-исследовательским делам в правительстве Леона Блюма. Несмотря на германскую оккупацию Франции в 1940 году, Ирен и её муж остались в Париже, где Жолио участвовал в движении Сопротивления. В 1944 г. у гестапо появились подозрения в отношении его деятельности, и, когда он в том же году ушёл в подполье, Ирен с двумя детьми бежала в Швейцарию, где они оставались до освобождения Франции.
В 1946 году Ирен Жолио-Кюри была назначена директором Института радия. Кроме того, с 1946 по 1950 гг. она работала в Комиссариате по атомной энергии Франции. Всегда глубоко озабоченная проблемами социального и интеллектуального прогресса женщин, она входила в Национальный комитет Союза французских женщин и работала во Всемирном Совете Мира. К началу 1950-х гг. её здоровье стало ухудшаться, вероятно, в результате полученной дозы радиации. Ирен Жолио-Кюри умерла в Париже 17 марта 1956 года от острой лейкемии. Похоронена 21 марта 1956 года на кладбище в Со (О-де-Сен) под Парижем.
Помимо Нобелевской премии, она была удостоена почётных степеней многих университетов и состояла во многих научных обществах. В 1940 году Колумбийским университетом ей была присуждена золотая медаль Барнарда за выдающиеся научные заслуги. Ирен Жолио-Кюри была кавалером ордена Почётного легиона Франции.

## Семья
4 октября 1926 года в Париже вышла замуж за французского физика Фредерика Жолио, уже в браке взяла фамилию Жолио-Кюри, хотя их дочь Элен утверждала, что все свои научные работы родители подписывали как «Фредерик Жолио» и «Ирен Кюри». Последние годы своей жизни Фредерик Жолио-Кюри посвятил созданию факультета наук в Орсэ и центра ядерной физики в Орсэ.
Дочь Элен Ланжевен-Жолио (род. 1927 г.) — физик-ядерщик, профессор Парижского университета.
Сын Пьер Жолио (род. 1932 г.) — биохимик в Национальном центре научных исследований.